# (55901) Xuaoao
(55901) Xuaoao est un astéroïde de la ceinture principale.

## Description
(55901) Xuaoao est un astéroïde de la ceinture principale. Il fut découvert le 15 février 1998 à la station de Xinglong par le programme Beijing Schmidt CCD Asteroid Program. Il présente une orbite caractérisée par un demi-grand axe de 2,60 UA, une excentricité de 0,21 et une inclinaison de 5,7° par rapport à l'écliptique.